# 湯浅氏
湯浅氏（ゆあさし）は、主に平安時代末期から南北朝時代にかけて勢力のあった紀伊国（和歌山県）の大豪族。本姓藤原氏を称し、藤原北家魚名流の一流秀郷流の後裔という伝もある。鎌倉時代には御家人身分の武家だった。狭義には家祖湯浅宗重の嫡流のみを湯浅氏と呼ぶが、広義には同族的結合である湯浅党（ゆあさとう）の全体を湯浅氏と称する。

## 歴史
湯浅氏の出自について、後代には紀伊国造や清和源氏、桓武平氏説などがあるが、鎌倉時代の湯浅氏は藤原氏を称していた。『粉河寺縁起』によれば、康和元年（1099年）頃、「湯浅之住人」藤原宗永という人物がいたという。この宗永は、上山本『湯浅氏系図』に拠れば、藤原北家魚名流藤原秀郷の子孫である鎮守府将軍藤原兼光の五代の裔と伝えられるが、信憑性は必ずしも高くはない。
湯浅の名字を名乗る人物で初めて史上に現れたのは、前述した藤原宗永の子と推測される湯浅宗重である。宗重は、平治の乱（1160年）の際、当時熊野三山に参詣していた平清盛が、乱の急報を聞いて帰洛する際にそれを支援した。その一方、1180–1190年代に鎌倉幕府が成立した後は、本貫である紀伊国在田郡湯浅荘（和歌山県有田郡湯浅町）他の領地を安堵され、御家人の身分も得た。
宗重とその一族は、湯浅党と呼ばれる巨大な武士団連合を組織した。鎌倉時代には有力御家人として活動めざましく、特に宗重の七男の湯浅宗光（保田宗光）とその子孫（湯浅宗親（阿氐川宗親））が地頭職をめぐる紛争で名を残している。暦仁元年（1238年）10月には、湯浅一族が八条辻固（京の通りの警護役）に結番（任命）された。
鎌倉時代前期には、湯浅党の中から明恵が出て（母方の祖父が湯浅宗重）、仏教の高僧として大成し、高山寺を開山して華厳宗を中興した。明恵に対しては、湯浅景基が施無畏寺を寄進するなど、一党を挙げて財政的に支援した。
鎌倉時代末期、元弘の乱（1331–1333年）では、宗親の孫の湯浅宗藤（阿弖川宗藤、法名を定仏）が楠木正成との戦い下赤坂城の戦いでの功により下赤坂城城主となったが、その後に城を奪回され、正成の傘下に降った。
その後、南北朝時代（1336–1392年）に入ると、湯浅党内部で南朝と北朝に分かれて戦い、急速に衰退した。この頃に大規模武士団連合としての湯浅党は解体したと考えられる。

## 湯浅党
湯浅氏宗家を中心とする紀伊国の武士団を湯浅党と呼ぶ。宗家の支族だけではなく、時には異族である姻族も含む緩やかな連合であり、惣領である湯浅氏宗家は常に絶対的統制力を持っている訳ではなかった。このような「党」と呼ばれる武士団連合は同時代に多く見られるが、湯浅党はその代表例とされる。
湯浅党の主な構成員としては、以下が挙げられる。
- 湯浅宗重の子を家祖とする同族
  - 湯浅太郎宗景の子孫である湯浅氏宗家。[2]
  - 湯浅次郎盛高の一族：得田氏・丹生図氏（にうのずし）[2]。
  - 湯浅六郎宗方の一族：芳養氏（はやし）・糸我氏（いとがし）[2]。
  - 湯浅七郎宗光（保田宗光）の一族：石垣氏・保田氏（やすだし）・阿氐川氏（あてがわし）[2]。
    - 湯浅宗親（阿氐川宗親）、湯浅宗藤（阿氐川宗藤）
- 姻族の一族
  - 崎山氏（さきやまし、宗重の長女が嫁いだ）[2]
  - 藤並氏（ふじなみし、宗重の七女が嫁いだ）[2]